# Liste der Erzbischöfe von Yucatán
Die folgenden Personen waren Bischöfe und Erzbischöfe von Yucatán:

## Bischöfe
- Francisco del Toral OFM (1561–1571)
- Diego de Landa OFM (1572–1579)
- Gregorio de Montalvo Olivera OP (1580–1587), dann Bischof von Cuzco
- Juan de Izquierdo OFM (1588–1602)
- Diego Vázquez de Mercado (1603–1608), dann Erzbischof von Manila
- Gonzalo de Salazar OSA (1608–1636)
- Juan Alonso y Ocón (1638–1643), dann Bischof von Cuzco
- Andrés Fernandez de Ipenza (1643–1644)
- Marcos de Torres y Rueda (1644–1649)
- Domingo de Villaescusa y Ramírez de Arellano OSH (1652–1653)
- Lorenzo Horta Rodríguez (1656–1659)
- Luís de Cifuentes y Sotomayor OP (1659–1676)
- Juan de Escalante Turcios y Mendoza (1677–1681)
- Juan Cano Sandoval (1682–1695)
- Antonio de Arrigaga y Agüero OSA (1697–1698)
- Pedro Reyes de los Ríos de Lamadrid OSB (1700–1714)
- Juan Leandro Gómez de Parada Valdez y Mendoza (1715–1729), dann Bischof von Santiago de Guatemala
- Juan Ignacio de Castorena y Ursúa y Goyeneche (1729–1733)
- Francisco Pablo Matos Coronado (1734–1741), dann Bischof von Michoacán
- Mateo de Zamora y Penagos OFM (1741–1744)
- José Francisco Martínez de Tejada y Díez de Velasco OFM (1745–1751), dann Bischof von Guadalajara
- Juan José de Eguiara y Eguren (1752–1752)
- Ignacio Padilla Estrada (Guardiola) OSA (1753–1760)
- Antonio Alcalde y Barriga OP (1762–1771), dann Bischof von Guadalajara
- Diego Bernardo de Peredo y Navarrete (1772–1774)
- Antonio Caballero y Góngora (1775–1778), dann Erzbischof von Santafé en Nueva Granada
- Luis Tomás Esteban de Piña y Mazo OSB (1779–1795)
- Pedro Agustín Estévez y Ugarte (1797–1827)
- José María Guerra y Rodríguez Correa (1832–1863)
- Leandro Rodríguez de la Gala y Enríquez (1868–1887)
- Crescencio Carrillo y Ancona (1887–1897)
- José Guadalupe de Jesús de Alba y Franco OFM (1898–1899), dann Bischof von Zacatecas

## Erzbischöfe
- Martín Tritschler y Córdoba (1900–1942)
- Ferdinando Ruiz y Solózarno (1944–1969)
- Manuel Castro Ruiz (1969–1995)
- Emilio Carlos Berlie Belaunzarán (1995–2015)
- Gustavo Rodríguez Vega (seit 2015)